# ヘンリー・ミスティック卿
ヘンリー・ミスティック（Lord Henry Mystic）は、香港ディズニーランドにある「ミスティック・マナー」のバックグラウンドストーリーに登場するキャラクターである。

## 経歴
ハリソン・ハイタワー三世と同じく、S.E.A.の一員であり、冒険家、美術品や骨董品の収集家でもある大富豪ヘンリー・ミスティック卿は骨董品などの数はなんと7,000個以上にも及ぶため、ヘンリーは1908年に熱帯雨林地帯に建設されたヴィクトリア様式邸宅のでは展示会を開くことにした（ミスティック・マナー）。ミスティック・マナー内にはハリソン・ハイタワー三世の写真もある。
ヘンリーは猿のアルバートをパートナーとしている。
しかし、いたずら好きのアルバートが、ヘンリー卿の邸宅にある伝説の箱を開けてしまったことから、次から次へと邸宅に不思議な現象が起こってしまうことになる。